# Цюй Чуньюй
Цюй Чуньюй (нар. 20 липня 1996) — китайська шорт-трекістка, олімпійська чемпіонка 2022 року, чемпіонка світу.

## Олімпійські ігри
| Рік  | Місто                     | 500 метрів | 1000 метрів | Е | ЗЕ |
| ---- | ------------------------- | ---------- | ----------- | - | -- |
| 2018 | Пхьончхан, Південна Корея | 7          | 8           | 7 | —  |
| 2022 | Пекін, Китай              | 10         | 13          | 3 | 1  |